# Хмеленець
Хмеленець (пол. Chmieleniec, нім. Chmelenz; 1938-1945: Hammerfelde) — село в Польщі, у гміні Ленчиці Вейгеровського повіту Поморського воєводства.
Населення — 170 осіб (2011).
У 1975-1998 роках село належало до Гданського воєводства.

## Демографія
Демографічна структура станом на 31 березня 2011 року:
|          | Загалом | Допрацездатний вік | Працездатний вік | Постпрацездатний вік |
| -------- | ------- | ------------------ | ---------------- | -------------------- |
| Чоловіки | 95      | 28                 | 60               | 7                    |
| Жінки    | 75      | 24                 | 40               | 11                   |
| Разом    | 170     | 52                 | 100              | 18                   |